# Rmdir
rmdir(혹은 rd)는 유닉스, 도스, OS/2나 마이크로소프트 윈도우 등의 운영 체제에서 빈 디렉터리를 제거하는 명령어이다. 유닉스에서는 대문자로 쓸 수 없지만 DOS와 OS/2 운영 체제에서는 이러한 제한 조건이 적용되지 않는다.

## 사용법
일반적으로 가장 단순하게는 아래와 같이 사용될 수 있다:
```
   rmdir 디렉터리_이름
```

위와 같은 형식으로 입력하며, 디렉터리_이름 대신에 삭제하고자 하는 디렉터리의 이름을 입력하면 된다.

이 명령어에 대해 유닉스에서는 -p와 같은 옵션도 존재한다. 이 옵션은 상위 디렉터리 역시 비어 있을 경우 상위 디렉터리도 함께 삭제하는 옵션이다. 예를 들어:
```
   rmdir -p foo/bar/baz
```

라고 입력하면 baz/가 먼저 삭제되고, 다음 bar/ 그리고 마지막으로 foo/가 삭제됨으로써 명령어에서 지정한 모든 디렉터리 트리가 전체적으로 삭제된다.
유닉스 운영 체제에서 제공되는 rmdir 명령어는 디렉터리가 비어 있지 않은 이상 그 디렉터리를 삭제할 수 없다. 디렉터리와 디렉터리의 모든 내용을 함께 삭제하는 방법은 rm 명령어를 아래와 같이 사용하는 것이다:
```
   rm -r foo/bar/baz
```

도스에서는 이 명령어와 같은 기능을 수행하기 위해 deltree라는 명령어를 사용하며 윈도우에서는 rd /s directory_name를 사용한다.

## 같이 보기
- 도스 명령어 목록

## 참고 자료
- (영어) rmdir(1) – 리눅스 사용자 명령어 매뉴얼 페이지

- (영어) rmdir – 명령어와 유틸리티 오픈 그룹의  단일 유닉스 규격, Issue 7 참고

- rmdir - The program's manpage